# HD 71176
HD 71176，又名CD-23 7277，SAO 175783、HR 3315，是一颗恒星，视星等为5.28，位于銀經245.15，銀緯7.88，其B1900.0坐标为赤經8h 20m 44.6s，赤緯-23° 7.88′ 18″。